# Claude François-Xavier Hué de Laborde
Claude François Xavier Hué de la Borde ou Delaborde, né le 6 février 1731 à Roanne (Loire) et mort le 22 janvier 1824 à Barraux (Isère), est un général français de la Révolution et de l’Empire.

## États de service
Il entre en service en 1745, il est nommé sous-lieutenant en 1747, et lieutenant en 1752. Il participe à la Guerre de Sept Ans en Flandres et en Hanovre.
Plus tard, il est attaché comme professeur à l’École de Brienne, où il a Bonaparte comme élève.
En 1788, il est lieutenant-colonel au corps royal d’artillerie de Grenoble.
Il est promu général de brigade le 8 mars 1793.
Il est fait chevalier de la Légion d’honneur le 8 mars 1811.

## Décoration
- Chevalier de la Légion d'honneur

## Sources
- (en) « Generals Who Served in the French Army during the Period 1789 - 1814: Eberle to Exelmans »